# Rottenburg an der Laaber

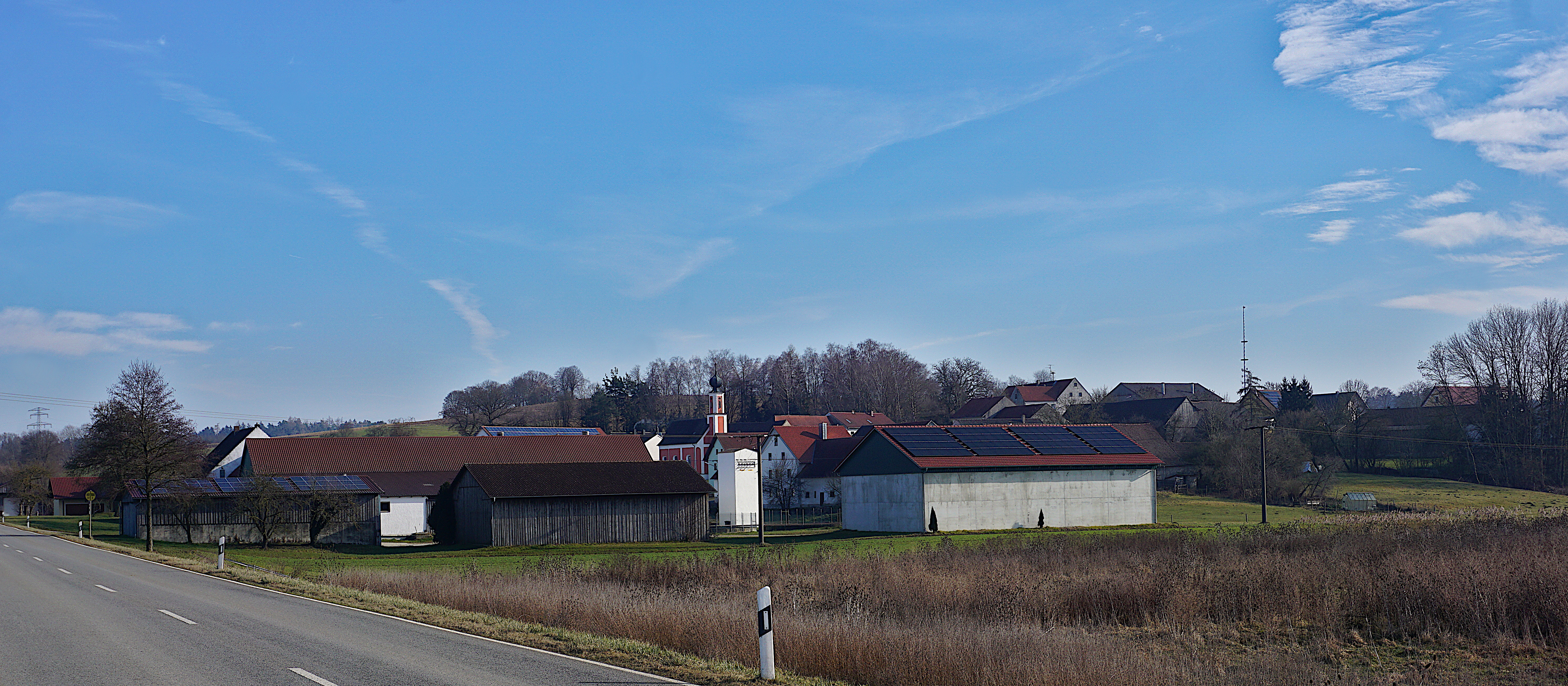
Ortsteil Schaltdorf

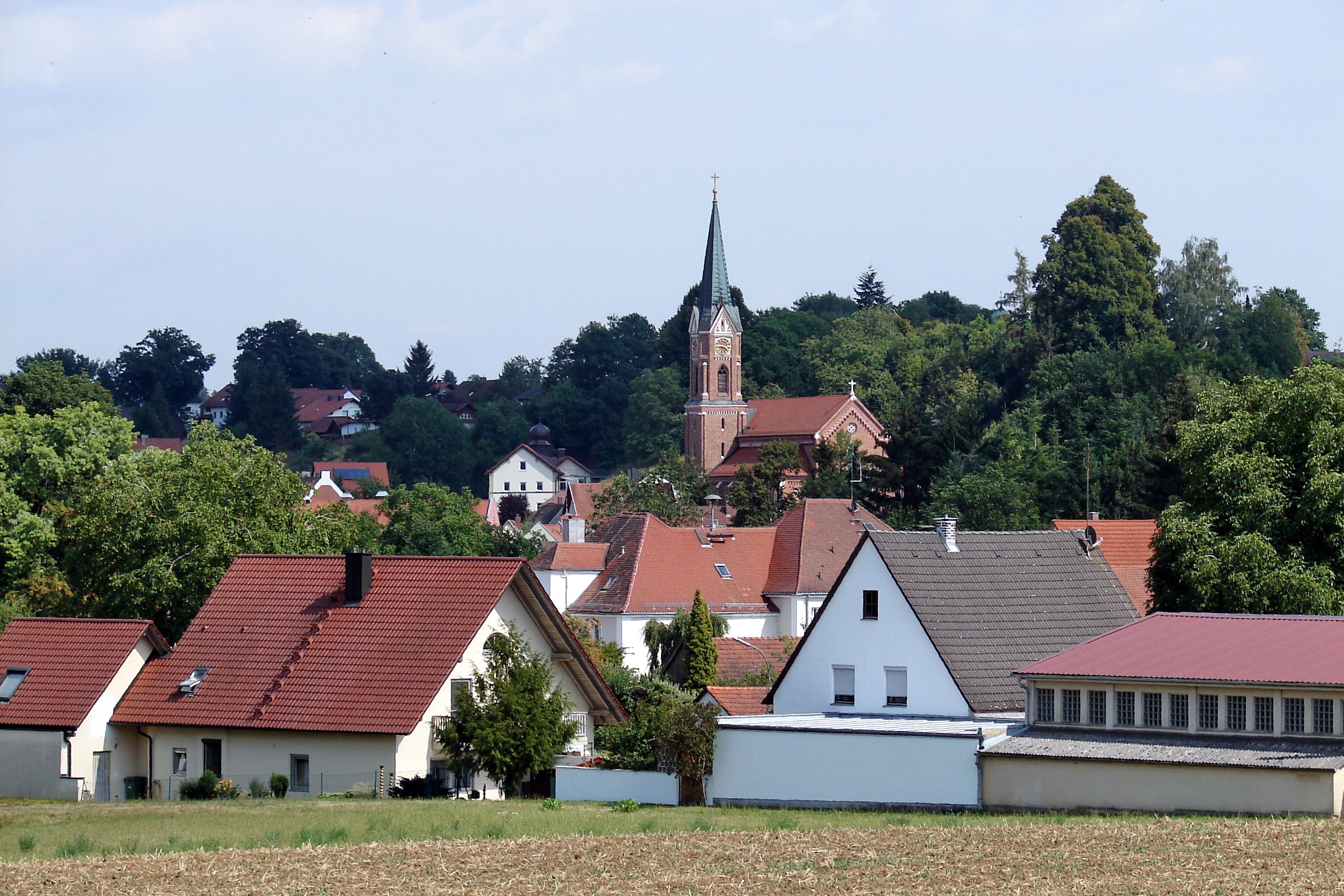
Stadtansicht von Rottenburg an der Laaber

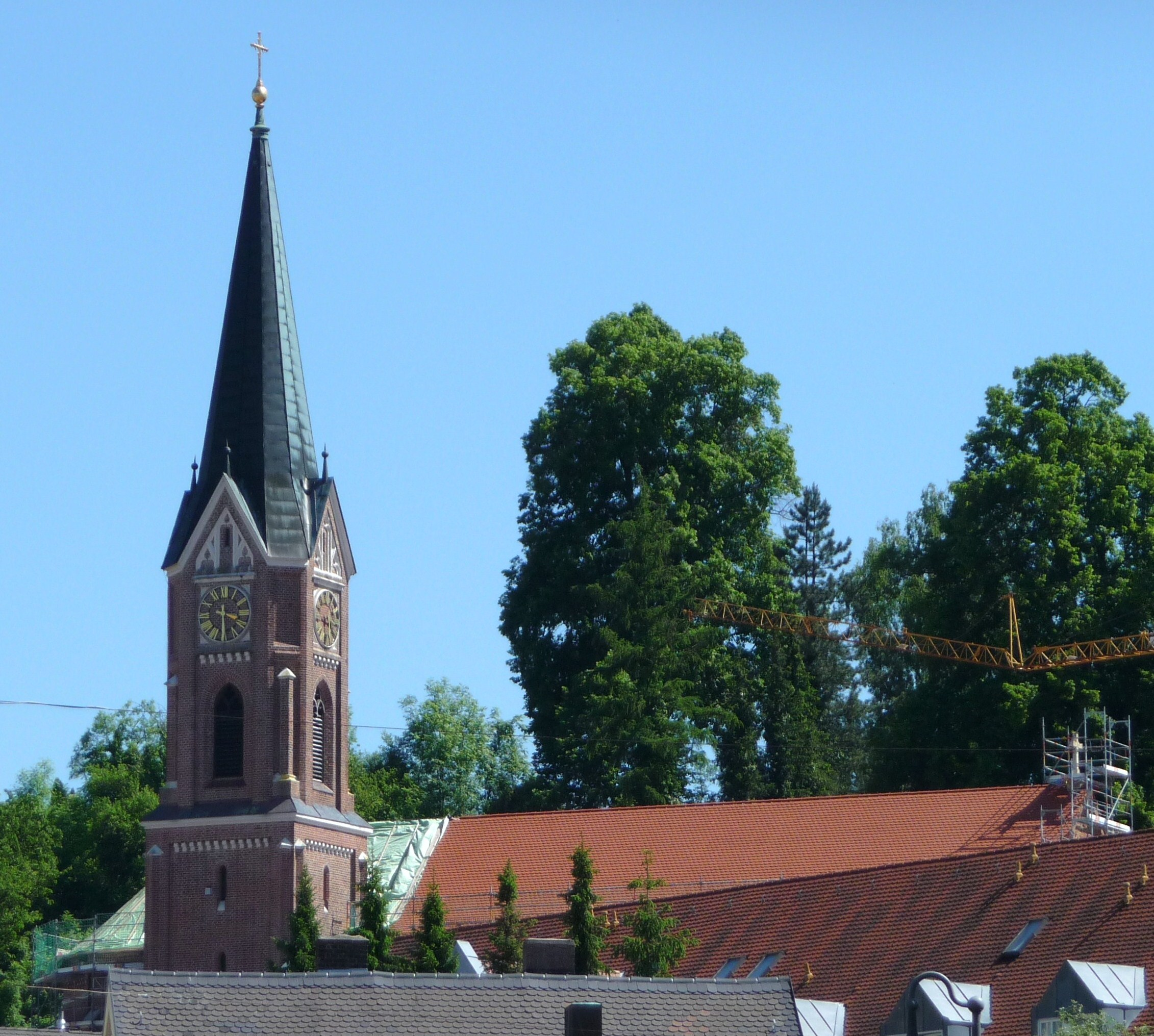
Stadtpfarrkirche St. Georg

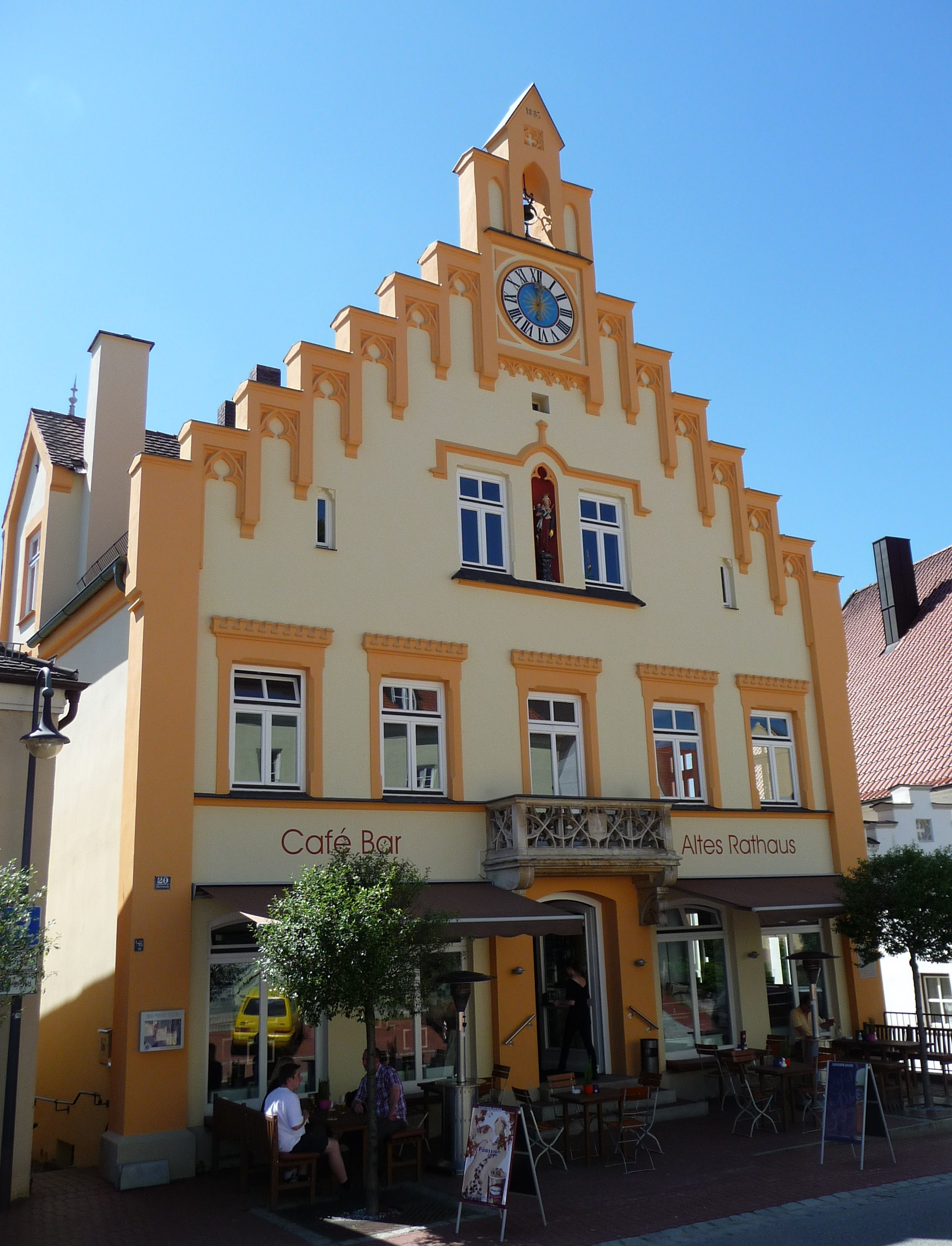
Altes Rathaus

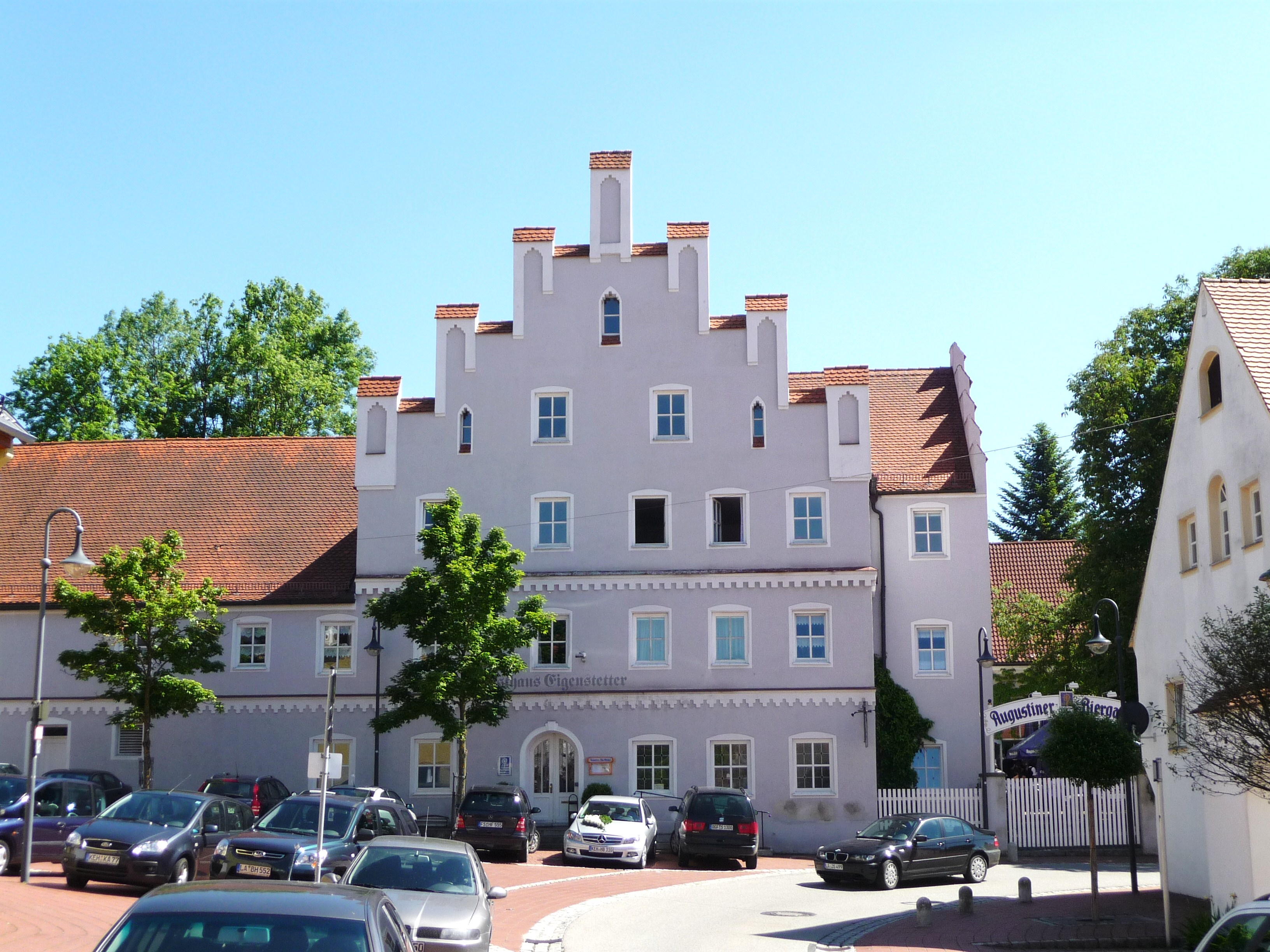
Brauereigasthof Marktstraße 19

Rottenburg an der Laaber (amtlich: Rottenburg a.d.Laaber) ist eine Stadt im niederbayerischen Landkreis Landshut. Sie liegt an der Großen Laber.

## Geographie

### Geographische Lage
Die Stadt liegt im nördlichen, ländlich strukturierten Gebiet des Landkreises Landshut an der Großen Laber. Die östlichsten Ausläufer des Stadtgebiets berühren zudem das Tal der Kleinen Laber, in dem Inkofen mit Rahstorf und Allgramsdorf liegen.

### Gemeindegliederung
Die Stadtgemeinde hat 69 Gemeindeteile:
- Allgramsdorf
- Bogenhausen
- Brandhof
- Breiten
- Eggerach
- Eschenloh
- Frechelsdorf
- Furth
- Gebersdorf
- Geratsberg
- Gisseltshausen
- Grünberg
- Haag
- Haunsberg
- Hausmann
- Heckmühle
- Hofberg
- Höfl
- Högldorf
- Inkofen
- Kreuzthann
- Lurz
- Marktstauden
- Mitterhof
- Muckendorf
- Münster
- Niedereulenbach
- Niederhatzkofen
- Niederroning
- Oberaichgarten
- Oberhatzkofen
- Oberndorf
- Oberotterbach
- Oberroning
- Obervorholzen
- Oed
- Pattendorf
- Pfeffendorf
- Pfifferling
- Pleckenhof
- Plunderdorf
- Preckmühle
- Rahstorf
- Ramersdorf
- Reckerszell
- Reinischgrub
- Ried
- Rottenburg a.d.Laaber
- Schaltdorf
- Scharmühle
- Schierlkofen
- Schirmbach
- Schlamberg
- Schleifmühle
- Seidersbuch
- Steckengrub
- Stein
- Steinbach
- Thomaszell
- Unteraichgarten
- Unterbuch
- Unterlauterbach
- Unterotterbach
- Untervorholzen
- Viehhausen
- Weiher
- Weltendorf
- Wiedenberg
- Wolferthau

## Geschichte

### Bis zum 18. Jahrhundert
Um Christi Geburt bauten die Römer eine befestigte Wachanlage auf dem Hofberg, um die Römerstraße nach Regensburg zu schützen. Nach bajuwarischen und germanischen Landnahmen in den kommenden Jahrhunderten baute der Graf Rodolt oder Rodin aus dem einflussreichen Geschlecht der Ebersberger die Überreste der römischen Anlage zu einer Burg aus. Als 1045 das Geschlecht Sempt und Ebersberg ausstarb, übernahmen die Herren und späteren Grafen von Roning das Erbe. Graf Otto, der die Zweiglinie Roning-Rottenburg begründete, baute um 1100 die Burg bezüglich Verteidigung und Wohnraum aus, um sie auch selbst zu bewohnen. Mit dem Tod von Graf Konrad III. 1180 starb die Linie aus, was blutige Erbstreitigkeiten zur Folge hatte. Diese entschied das Geschlecht der Moosburger für sich und baute die Burg zu einer mächtigen Veste aus.
Nach dem Aussterben der Grafen von Moosburg-Rottenburg 1279 gingen die Veste Rottenburg und das Umland in den Besitz des Wittelsbacher Herzogs Heinrich von Niederbayern über. Dadurch wurde Rottenburg zum Sitz eines riesigen Landgerichts, das bis an die Tore Landshuts reichte. Im Zuge des Baus einer Verbindungsstraße zwischen den herzoglichen Städten Kelheim und Landshut wurde am Fuße der Veste eine herzogliche Taverne errichtet. Als sich nach dem Bau der Verkehr von Nürnberg-Kelheim-Rottenburg-Landshut verdichtete und sich immer mehr Handwerker niederließen, wurden dem Ort Rottenburg 1378 durch die Herzöge Otto und Friedrich die Marktrechte verliehen. 1393 wurde dies von Herzog Friedrich bestätigt und schließlich erhielt 1396 Rottenburg sein eigenes Marktsiegel. Im 15. Jahrhundert begann man mit dem Bau der Marktbefestigung. Es entstand ein blühendes Gemeinwesen mit vielen Zünften.
Im 17. Jahrhundert jedoch erlitt Rottenburg im Laufe des Dreißigjährigen Krieges erhebliche wirtschaftliche und kulturelle Rückschläge. Die Schweden brandschatzten die Veste, den Markt und das Umland mehrmals. 1632 wurde die Burg bis auf den Bergfried niedergebrannt. 1669 und 1681 kam es zu weiteren Brandkatastrophen. Im 18. Jahrhundert litt der Markt und die Umgebung an den Folgen des Österreichischen Erbfolgekrieges.
Um 1800 wurde der standhafte Bergfried im Rahmen der „Entburgung“ abgetragen, um die Straße nach Landshut zu pflastern. (Vgl. Burgstall Rottenburg)
1803 wurden im Zuge von Verwaltungsreformen in Bayern die Landgerichte Landshut und Vilsbiburg errichtet, die zum Isarkreis gehörten und auch das Gebiet des ehemaligen Pfleggerichts Rottenburg umfassten. Die weitgehenden Eigenrechte des Marktes wurden 1806 im Rahmen der Reformen des Grafen von Montgelas aufgehoben.

### 19. bis 21. Jahrhundert
Die Wiederherstellung der gemeindlichen Selbstverwaltung erfolgte über das Zweite Gemeindeedikt vom 17. Mai 1818. 1838 wurde, als Folge einer Verwaltungsreform des Königreichs Bayern, das Landgericht Rottenburg an der Laaber errichtet. Als sich in Bayern 1862 die Trennung von Justiz und Verwaltung vollzog, blieb Rottenburg Sitz eines Königlich Bayerischen Landgerichts (ab 1879 Amtsgericht) und erhielt ein Bezirksamt und Notariat. 1872 bekam der Markt sein eigenes Hopfensiegel, um den heimischen Hopfen vor Fälschung zu sichern.

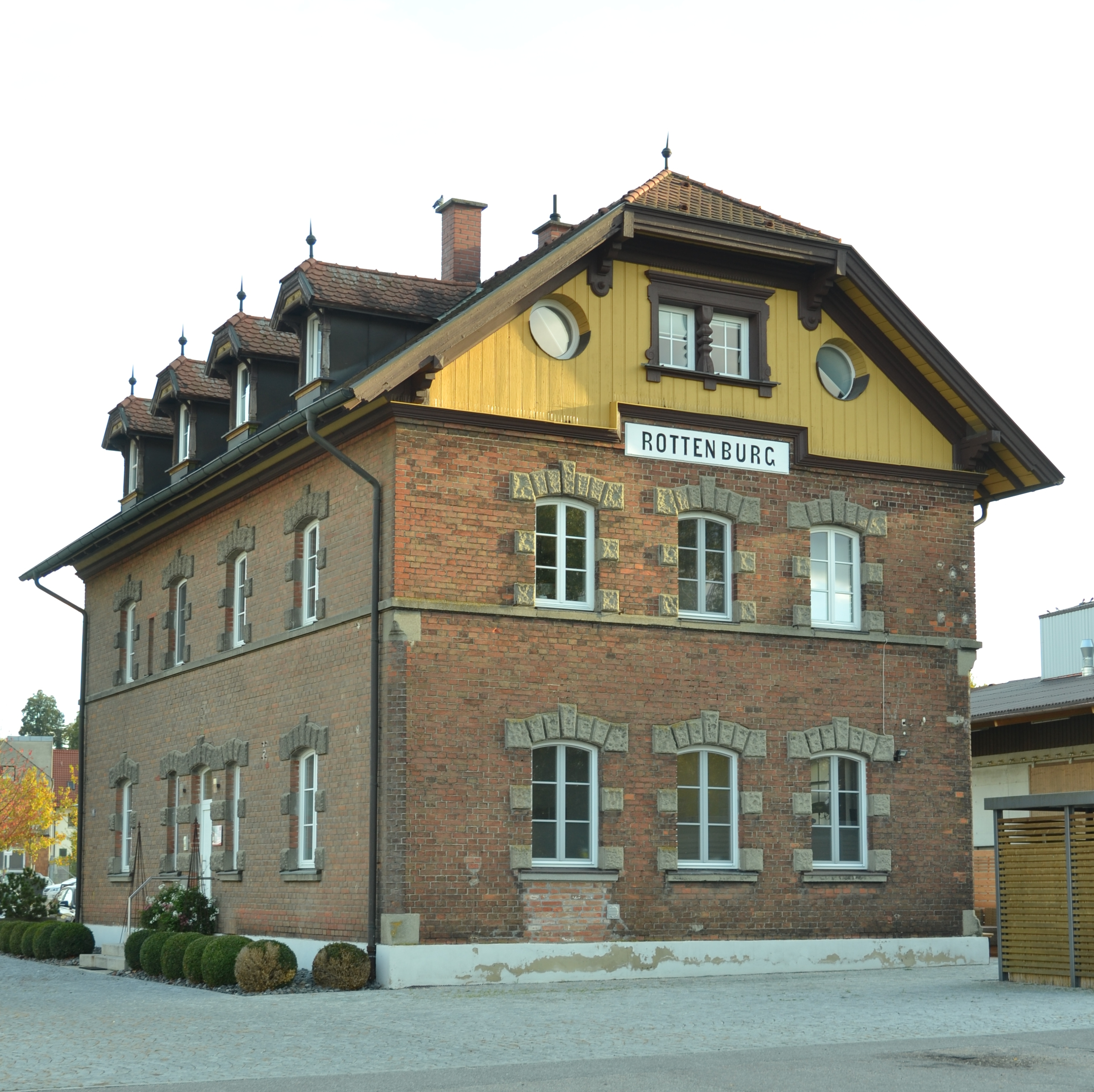
Bahnhof

1900 wurde die Bahnstrecke Landshut–Rottenburg eröffnet. 1905 bekam Rottenburg durch das gemeindliche Elektrizitätswerk eine ständige Stromversorgung und Straßenbeleuchtung. 1907 bekamen die Bürger Zugang zur Wasserversorgung. 1961 wurde Rottenburg zum „zentralen Ort“ ernannt und erhielt für das neu erschlossene Industriegebiet „Galgenlohe“ staatliche Zuschüsse. Wegen der Bauarbeiten für Olympia musste das Flugabwehrraketenbataillon 34 von München-Oberwiesenfeld nach Rottenburg verlegt werden. 1969 wurde Rottenburg nach der Übergabe der Kaserne Garnisonsort.
Das Bayerische Innenministerium erhob den Markt Rottenburg 1971 zur Stadt. Ein Jahr später verlor die Stadt ihren Status als Kreisstadt und wurde in den vergrößerten Landkreis Landshut eingegliedert. Im Jahr 2007 feierte die Stadt offiziell ihr 750-jähriges Bestehen.

### Eingemeindungen
Im Zuge der Gebietsreform in Bayern wurden am 1. Juli 1972 die Gemeinden Högldorf und Oberotterbach eingegliedert. Am 1. Januar 1974 kam ein Großteil der aufgelösten Gemeinde Niedereulenbach hinzu. Am 1. Mai 1978 wurde die Stadt im Rahmen der Gemeindegebietsreform zur Großgemeinde. Etwa ein Drittel des ehemaligen Landkreisgebietes von Rottenburg wurde eingemeindet, nämlich Inkofen, Münster, Oberhatzkofen (mit den am 20. Mai 1874 eingemeindeten Orten Bogenhausen und Niederhatzkofen sowie mit dem am 1. April 1971 eingegliederten Unterlauterbach), Oberroning, Pattendorf (mit einem am 1. Juli 1972 eingegliederten Teil der aufgelösten Gemeinde Wolferthau) und Pfeffendorf.

### Einwohner
Gemäß Bayerischem Landesamt für Statistik  haben sich die Einwohnerzahlen jeweils zum 31. Dezember eines Jahres wie folgt entwickelt:
| Stand | Einwohner |
| ----- | --------- |
| 1960  | 6129      |
| 1970  | 6885      |
| 1980  | 7087      |
| 1990  | 6911      |
| 1995  | 7277      |
| 2000  | 7536      |
| 2005  | 7687      |

| Stand | Einwohner |
| ----- | --------- |
| 2006  | 7642      |
| 2007  | 7604      |
| 2008  | 7605      |
| 2009  | 7610      |
| 2010  | 7617      |
| 2011  | 7587      |
| 2012  | 7633      |

| Stand | Einwohner |
| ----- | --------- |
| 2013  | 7681      |
| 2014  | 7715      |
| 2015  | 7827      |
| 2016  | 7924      |
| 2017  | 8085      |
| 2018  | 8267      |
| 2020  | 8455      |

Seit 1972, dem Jahr der Gemeindereform, hat sich die Einwohnerzahl bis 2015 um 709 Personen erhöht. Das entspricht einem Wachstum von 9,96 Prozent. In den letzten zehn (fünf) Jahren wuchs die Einwohnerzahl um 2,42 (3,16) Prozent.
Im Zeitraum 1988 bis 2018 stieg die Einwohnerzahl von 6734 auf 8267 um 1533 Einwohner bzw. um 22,8 %.
| Alter         | Einwohner nach Alter |
| ------------- | -------------------- |
| jünger als 18 | 18,7 %               |
| 18 bis 29     | 12,8 %               |
| 30 bis 49     | 28,9 %               |
| 50 bis 64     | 20,5 %               |
| älter als 65  | 19,1 %               |

## Politik
Acht Monate nach Kriegsende fanden am 27. Januar 1946 die ersten Kommunalwahlen (Gemeinderatswahlen) in den kreisangehörigen Gemeinden Bayerns statt. In den Monaten April und Mai 1946 folgten dann noch die ersten Wahlen der Bürgermeister, Landräte sowie Kreistage. 2006 wurde das 60-jährige Jubiläum begangen.
Die Stadt Rottenburg ist Mitglied in folgenden Zweckverbänden:
- Regionaler Planungsverband Landshut
- Zweckverband zur Wasserversorgung Rottenburger Gruppe Pattendorf

Die Gemeindeverwaltung erbringt 304 verschiedene behördliche Leistungen.

### Stadtrat
Der Stadtrat besteht aus 20 Personen. Nach der Kommunalwahl am 15. März 2020 (zum Vergleich: Kommunalwahl 2014) sind darunter 14 (14) Männer und sechs (sechs) Frauen. Sie führte zu folgender Sitzverteilung:
- CSU: 4 (5) Sitze
- SPD: 2 (2) Sitze
- Freie Wähler (FW): 7 (8) Sitze
- Christliche Wähler Stadt und Umland (CWSU): 3 (3) Sitze
- FDP: 0 (1) Sitz
- Junge Wähler (JW): 0 (1) Sitz
- Bürgerforum ROL: 4 (0) Sitze

Bei der Stadtratswahl waren 6644 (6157) Bürger stimmberechtigt. 4174 (3773) davon haben als Wähler teilgenommen, was einer Wahlbeteiligung von 62,82 (61,28) Prozent entspricht.
Am 27. September 2023 gaben die zwei SPD-Stadträte ihren Parteiaustritt aus der SPD und ihren Wechsel in die Fraktion der Freien Wähler bekannt. Grund dafür sei die Reaktion führender Sozialdemokraten auf die Flugblatt-Affäre von Hubert Aiwanger. Die SPD würde somit aus dem Stadtrat fallen.
Die Sitzverteilung im Stadtrat entwickelte sich seit 2002 wie folgt:
|      | CSU | SPD | FW | CWSU | FDP   | JW    | Bürgerforum ROL | Gesamt   |
| 2002 | 7   | 2   | 7  | 4    | n. a. | n. a. | n. a.           | 20 Sitze |
| 2008 | 6   | 2   | 9  | 3    | n. a. | n. a. | n. a.           | 20 Sitze |
| 2014 | 5   | 2   | 8  | 3    | 1     | 1     | n. a.           | 20 Sitze |
| 2020 | 4   | 2   | 7  | 3    | 0     | n. a. | 4               | 20 Sitze |

### Bürgermeister
Seit 2008 ist Alfred Holzner (FW) Erster Bürgermeister. Dieser hatte Hans Weinzierl (FW) abgelöst. Bei den Kommunalwahlen 2014 und 2020 wurde er jeweils bereits im ersten Wahlgang in seinem Amt bestätigt.
Ehemalige Bürgermeister
| Amtszeit | Bürgermeister  |
| -------- | -------------- |
| bis 2008 | Hans Weinzierl |

### Wappen
| Wappen Gde. Rottenburg an der Laaber | Blasonierung: „In Rot über silberner Zinnenmauer ein silberner Torbau mit Treppengiebel und blauem Dach, beseitet rechts von einem viereckigen silbernen Zinnenturm, links von einem silbernen Rundturm mit blauem Spitzdach.“ |
| Wappen Gde. Rottenburg an der Laaber | Wappenführung seit dem 14. Jahrhundert |

## Wirtschaft und Infrastruktur
Größtes ansässiges Unternehmen ist der Spirituosenhersteller Rola, welcher jährlich ca. 50 Millionen Flaschen, vor allem für Discounter wie Aldi, produziert. Außerdem befindet sich in Rottenburg die Firma Inergy, ein Hersteller von Kraftstofftanks, der zum französischen Konzern Plastic Omnium gehört.
Die anstehende Sanierung des Ortskerns wird mit Geldern des Stadtbauprogramms vom Bayerischen Staatsministerium des Innern gefördert.
In Folge einer entsprechenden Bewertung der Wirtschaftskraft der Stadt Rottenburg an der Laaber sind die Schlüsselzuweisungen von 1.419.352 Euro im Jahr 2019 um 52,3 Prozent auf 2.161.416 Euro für das Jahr 2020 gestiegen.
| Zuweisungen an                 | Jahr      | Jahr      | Jahr      | Jahr      | Jahr      | Jahr      |
| Zuweisungen an                 | 2015      | 2016      | 2017      | 2018      | 2019      | 2020      |
| ------------------------------ | --------- | --------- | --------- | --------- | --------- | --------- |
| Stadt Rottenburg an der Laaber | 1.181.188 | 1.225.444 | 1.038.944 | 1.168.316 | 1.419.352 | 2.161.416 |

### Bauen und Wohnen
| Gemeindeteil    | Wohnbauflächen ausgewiesene Baugebiete | unbeplanter Innenbereich | ausgewiesene gewerbliche Bauflächen | Ackerland |
| --------------- | -------------------------------------- | ------------------------ | ----------------------------------- | --------- |
| Rottenburg      | 105 € 85 € BP Kasernen- gelände        | 105 €                    | 35 €                                | 6 €       |
| Oberhatzkofen   | 65 €                                   | 60 €                     |                                     | 6 €       |
| Niederhatzkofen | 65 €                                   | 60 €                     |                                     | 6 €       |
| Oberotterbach   |                                        | 70 €                     |                                     | 6 €       |
| Pattendorf      | 85 €                                   | 70 €                     | 30 €                                | 6 €       |
| Oberroning      | 80 €                                   | 70 €                     |                                     | 6 €       |
| Inkofen         |                                        | 45 €                     |                                     | 6 €       |
| Münster         | 60 €                                   | 50 €                     | 30 €                                | 5 €       |
| Niedereulenbach |                                        | 45 €                     |                                     | 6 €       |
| Högldorf        |                                        | 35 €                     |                                     | 6 €       |
| Unterlauterbach | 35 €                                   | 35 €                     |                                     | 6 €       |
| Bogenhausen     |                                        | 65 €                     |                                     | 6 €       |
| Gebersdorf      |                                        | 50 €                     |                                     | 6 €       |

### Breitbandausbau
Im Rahmen der Richtlinie zur Förderung des Aufbaus von Hochgeschwindigkeitsnetzen im Freistaat Bayern vom 10. Juli 2014 steht den Gemeinden ein Förderbetrag von mindestens 500.000 Euro und maximal 950.000 Euro zur Verfügung; für Rottenburg beträgt dieser bis zu 920.000 Euro.

### Energie
Heute (Stand: 21. Februar 2014) liegt der Stromverbrauch in Rottenburg a.d.Laaber bei etwa 56.669 MWh/Jahr. Dem stehen etwa 26.132 MWh/Jahr auf dem Gebiet der Stadt produzierten Stromes aus regenerativen Energiequellen (erfasst über das EEG – Erneuerbare Energien Gesetz) entgegen. Damit liegt der Anteil an Strom aus erneuerbaren Energien bei 46 % (Zum Vergleich: Im Landkreis Landshut beträgt dieser Anteil 43 %.). Der größte Zubau fand in den Jahren 2009 bis 2012 statt.

#### Biomasse
Zirka 5.166 MWh/Jahr werden in neun Biomasseanlagen auf dem Gebiet der Stadt Rottenburg a.d.Laaber erzeugt. Die Biogasanlagen befinden sich in:
- Eschenloh – 30 kWelektrisch,
- Flurstück 417/Rottenburg – 400 kWelektrisch,
- Gisseltshausen – 20 kWelektrisch,
- Lurz – 30 kWelektrisch,
- Niedereulenbach – 8 kWelektrisch,
- Niederroning – 30 kWelektrisch,
- Rottenburg – 37 kWelektrisch, 3 kWelektrisch,
- Wolferthau – 190 kWelektrisch.

#### Photovoltaik
Fast 20.825 MWh/Jahr Solarstrom werden auf dem Gebiet der Stadt Rottenburg a.d.Laaber mit 869 Anlagen auf Dächern von privaten wie gewerblich oder landwirtschaftlich genutzten Gebäuden produziert. Die installierte elektrische Leistung beträgt knapp 20 MWpeak.

#### Windkraft
Auf dem Gebiet der Stadt Rottenburg a.d.Laaber gibt es keine Windkraftanlage. Potenzial für die Errichtung von Windkraftanlagen ist vorhanden. Mit Bescheid vom 13. Januar 2014 wurde von der Regierung von Niederbayern die Sechste Verordnung zur Änderung des Regionalplans Landshut für verbindlich erklärt, die die Verfügbarkeit von Flächen für die Windkraft regelt. Diese sieht Vorranggebiete aber keine Vorbehaltsgebiete für Rottenburg a.d.Laaber vor. Vorranggebiete für Windkraft sind demnach:
- WK 22 Oberlauterbach Nord
- WK 32 Türkenfeld
- WK 35 Münster
- WK 36 Haag

Stand April 2013 befand sich die Stadt außerdem im Verfahren zur Änderung des Flächennutzungsplanes, um weitere Konzentrationszonen für die Windkraftnutzung auszuweisen.

#### Wasserkraft
Zirka 140 MWh/Jahr werden in acht Wasserkraftanlagen auf dem Gebiet der Stadt Rottenburg a.d.Laaber erzeugt. Die Wasserkraftanlagen befinden sich in:
- Gisseltshausen – 2 kWelektrisch,
- Högldorf – 8 kWelektrisch,
- Inkofen – 6 kWelektrisch,
- Oberaichgarten – 11 kWelektrisch,
- Oberhatzkofen – 3 kWelektrisch,
- Preckmühle – 11 kWelektrisch,
- Rahstorf – 8 kWelektrisch,
- Unteraichgarten – 6 kWelektrisch.

### Öffentliche Einrichtungen
- Jugendtreff neben der Mehrzweckhalle
- 3 Kindergärten jeweils in Rottenburg, Oberroning und Oberhatzkofen
- Mehrzweckhalle „Laabertal“ mit Außensportanlage
- Gemeindebücherei

### Bildung
Rottenburg a.d.Laaber verfügt über folgende Bildungseinrichtungen:
- Städt. Musikschule[28]
- Grund- und Mittelschule
- Hauptschule Oberroning
- Staatliche Realschule Rottenburg
- Realschule Oberroning
- Astrid-Lindgren-Schule – Sonderpädagogisches Förderzentrum

An der Grundschule in Rottenburg a.d.Laaber gibt es eine offene Ganztagsschule (oGTS).
Rottenburg a.d.Laaber liegt im Einzugsgebiet folgender Gymnasien:
- Johannes-Nepomuk-Gymnasium Rohr
- Burkhart-Gymnasium Mallersdorf-Pfaffenberg
- Maristen-Gymnasium Furth
- Gabelsberger-Gymnasium Mainburg

### Freiwillige Feuerwehren
Zum abwehrenden Brandschutz und für die allgemeine Hilfe stehen zehn Freiwillige Feuerwehren und die Stützpunktfeuerwehr in Rottenburg zur Verfügung. Die Freiwillige Feuerwehren befinden sich in Oberhatzkofen, Oberroning, Pattendorf, Oberotterbach, Pfeffendorf, Inkofen, Unterlauterbach, Münster, Högldorf und Niedereulenbach.

### Polizei
Es befindet sich eine Polizeiinspektion in Rottenburg, die zum Polizeipräsidium Niederbayern gehört.

## Kultur und Sehenswürdigkeiten

### Museen
- Binder-Pehr-Haus (Heimat- und Handwerksmuseum Rottenburg e. V.)

### Bau- und Bodendenkmäler
- Altes Rathaus, neugotischer Bau mit Treppengiebel aus dem Jahr 1885
- Brauereigasthof Marktstraße 19, Hauptgebäude einer Dreiflügelanlage mit Treppengiebel Ende des 19. Jahrhunderts
- Stadtpfarrkirche St. Georg, 1868–1869 nach Plänen von Leonhard Schmidtner erbaut

### Regelmäßige Veranstaltungen
- Schäfflertanz (alle sieben Jahre, nächste Aufführung 2030)
- Fastenmarkt (vorletzter Sonntag vor Ostern)
- Musiknacht Rottenburg (Samstagabend im April oder Anfang Mai)
- Volksfest (letztes Juniwochenende)
- Stadtfest Rottenburg mit Stadtparty am Vorabend (Mariä Himmelfahrt, 15. August)
- Martinimarkt (letzter Sonntag im September)
- Christkindlmarkt (erster Sonntag im Dezember)

## Persönlichkeiten

### Söhne und Töchter der Stadt
- Ritter Max von Müller (* 1887; † 1918), erfolgreicher Jagdflieger der Königlich Bayerischen Fliegertruppen im Ersten Weltkrieg
- Pater Wilhelm Fink (* 1889; † 1965), Historiker (Geschichte des Klosters Metten), Ehrenbürger
- Hugo Lang (* 1892; † 1967), römisch-katholischer Theologe, Benediktiner und Abt
- Max Kirschner (* 1906; † 1992), bayerischer Mundartdichter, Autor und Heimatforscher
- Josef Reichl (* 1907; † 1986), Politiker (Bayernpartei, CSU)
- Karl Riedl (* 1907; † 1985), Jurist
- Hanns Maier (* 1922; † 2016), Bauunternehmer
- Wilhelm Wimmer (* 1931; † 2025), Ökonom
- Josef Maß (* 1936; † 2006), römisch-katholischer Geistlicher und Kirchenhistoriker
- Michael Maß (* 1980), römisch-katholischer Ordenspriester

### Persönlichkeiten
- Hubert Aiwanger (* 1971), Politiker für die Freien Wähler und stellvertretender Ministerpräsident Bayerns (seit 2018)[30]